# Orion Football Club
Cet article concerne le club de football écossais. Pour club de football  costa-ricien, voir Orión Fútbol Club.
Orion Football Club est un club de football écossais, de la ville d'Aberdeen, en activité de 1885 à 1903.